# Ron Cey
Ronald Charles Cey (Tacoma, Washington, 15 de febrero de 1948), más conocido como Ron Cey, es un exjugador profesional estadounidense de béisbol que se desempeñó en la posición de tercera base en las Grandes Ligas de Béisbol (MLB). Logró obtener el premio MVP (jugador más valioso de la Serie Mundial).

## Carrera
Cey jugó como profesional doce temporadas en Los Angeles Dodgers (1971-1982), después pasó a Chicago Cubs (1983-1986), luego a Oakland Athletics, donde jugó una temporada (1987), y fue el equipo en el que se retiró.

## Premios
Fue galardonado con el MVP (jugador más valioso de la Serie Mundial) en una oportunidad (1981).